# United Nations Human Settlements Programme
Het United Nations Human Settlements Programme, ook wel bekend als UN-Habitat, is een programma van de Verenigde Naties dat tot doel heeft sociale en duurzame stedenbouw te bevorderen. De aftrap van dit programma werd in 1978 in Vancouver gegeven met de The Vancouver Declaration On Human Settlements. De bijeenkomst waarop dit document werd aangenomen staat bekend als Habitat I.
De eerste twintig jaar van zijn bestaan had het programma niet veel invloed. In 1996 werd een nieuwe impuls gegeven op de conferentie die bekendstaat onder de naam Habitat II, die plaatsvond in Istanboel. Op deze conferentie stelden de 171 deelnemende landen de Habitat Agenda vast, waarin meer dan honderd afspraken werden gemaakt en zeshonderd aanbevelingen werden gedaan die moeten leiden tot een meer duurzame ontwikkeling in de verregaande urbanisatie in de wereld. Een van de strijdpunten daarin is het terugdringen van het nog immer groeiend aantal sloppenwijken.
Op 1 januari 2002 werd via VN-resolutie A/56/206 nogmaals het belang onderstreept van het programma. De organisatie werd afgeslankt en in werkwijze meer in lijn gebracht met andere onderdelen van de Verenigde Naties die zich bezighouden met armoedebestrijding en duurzame ontwikkeling.
UN-Habitat wordt geleid door Maimunah Mohd Sharif, die de post in januari 2018 aanvaardde.

## Rapportage
Op 16 juni 2006 bracht UN-Habitat een rapport uit waarin werd vermeld dat als er niets veranderde er in 2020 1,4 miljard mensen in sloppenwijken zouden wonen. Dat is 0,4 miljard meer dan in 2006 het geval was.